# Библиотеки Мелитополя
Библиотечная система Мелитополя объединяет 5 библиотек с фондами около трехсот тысяч книг. Первая публичная библиотека в Мелитополе была открыта в 1904 году. С 1978 года библиотеки города объединены в централизованную библиотечную систему.

## История
До 1904 года общедоступных библиотек в Мелитополе не было. В городе действовали только библиотеки в школах и других учебных заведениях, и работало 3 книжных магазина.
В начале 1904 года мелитопольская интеллигенция выступила с инициативой создания общедоступной библиотеки, и в мае 1904 года такая библиотека, организованная на частные пожертвования, была открыта. В библиотеке работали взрослый и детский абонементы и читальня. Большую финансовую помощь библиотеке оказывало «Общество помощи бедным евреям города», а когда в 1910—1911 годах общество построило трёхэтажный дом, библиотека разместилась на его третьем этаже. Первой заведующей библиотеки была Розелия Исааковна Рамм, также известная своей революционной деятельностью.
После установления в Мелитополе Советской власти библиотека перешла в ведение уездного политпросвета и получила статус центральной. В 1924 году библиотека получила значительные средства на перестройку помещения и организацию работы. Как центральная библиотека Мелитопольского округа, мелитопольская библиотека организовывала библиотечное обслуживание на селе. В частности, к 1925 году было создано более 40 передвижных библиотек. В 1920-е годы в библиотеке был создан отдел детской литературы с фондом около 20000 экземпляров. Работал отдел начинающего читателя — для учащихся ликбеза.
25 мая 1929 состоялось празднование 25-летия Мелитопольской окружной библиотеки, в котором приняли участие Владимир Сосюра и Савва Божко.
В 1930 году книжный фонд Мелитопольской окружной библиотеки насчитывал около 120000 экземпляров, библиотека имела отделы детской литературы, начинающего читателя, взрослый абонемент, детскую читальню, сеть передвижных библиотек.
В 1939 году Мелитопольская центральная библиотека занимала трёхэтажное здание и имела книжный фонд в 120000 экземпляров.
В годы войны значительная часть книжного фонда библиотеки погибла. Но около 65000 книг были спасены библиотекарями Чубач, Алехнович и Сергуниной, которые отыскивали книги среди городских развалин и в корзинах переносили их в тайник. После освобождения Мелитополя библиотека расположилась в здании по улице Свердлова, 22. В октябре 1949 её присвоено имя Михаила Юрьевича Лермонтова.
В 1978 состоялась централизация библиотек Мелитополя. Директорами централизованной библиотечной системы (ЦБС) были Варвара Васильевна Соснина (в 1978—1980 годах), Галина Ивановна Чаплыга (1980—1984 годы), и Любовь Александровна Синегина (с 1 января 1985).
На 1 января 1990 года в Мелитополе работало 98 библиотек разных систем и ведомств, в том числе 10 библиотек в составе ЦБС. С 1991 года в библиотечной сфере начался кризис: количество библиотек сократилось до 83, были ликвидированы партийная и профсоюзная библиотечные системы, в 1997 году закрылись 4 филиала городской ЦБС (библиотеки им. Н. Крупской, им. Л. Украинки, им. З. Космодемьянской и им. А. Чехова).
В настоящее время в состав Мелитопольской центральной библиотечной системы входят 5 библиотек. По состоянию на 2009 год книжный фонд составляет около 305000 экземпляров, число пользователей — более 29000, количество посещений — около 160000 в год.

## Список библиотек

### Центральная городская библиотека им.М. Ю. Лермонтова
(пл. Победы, 1.)

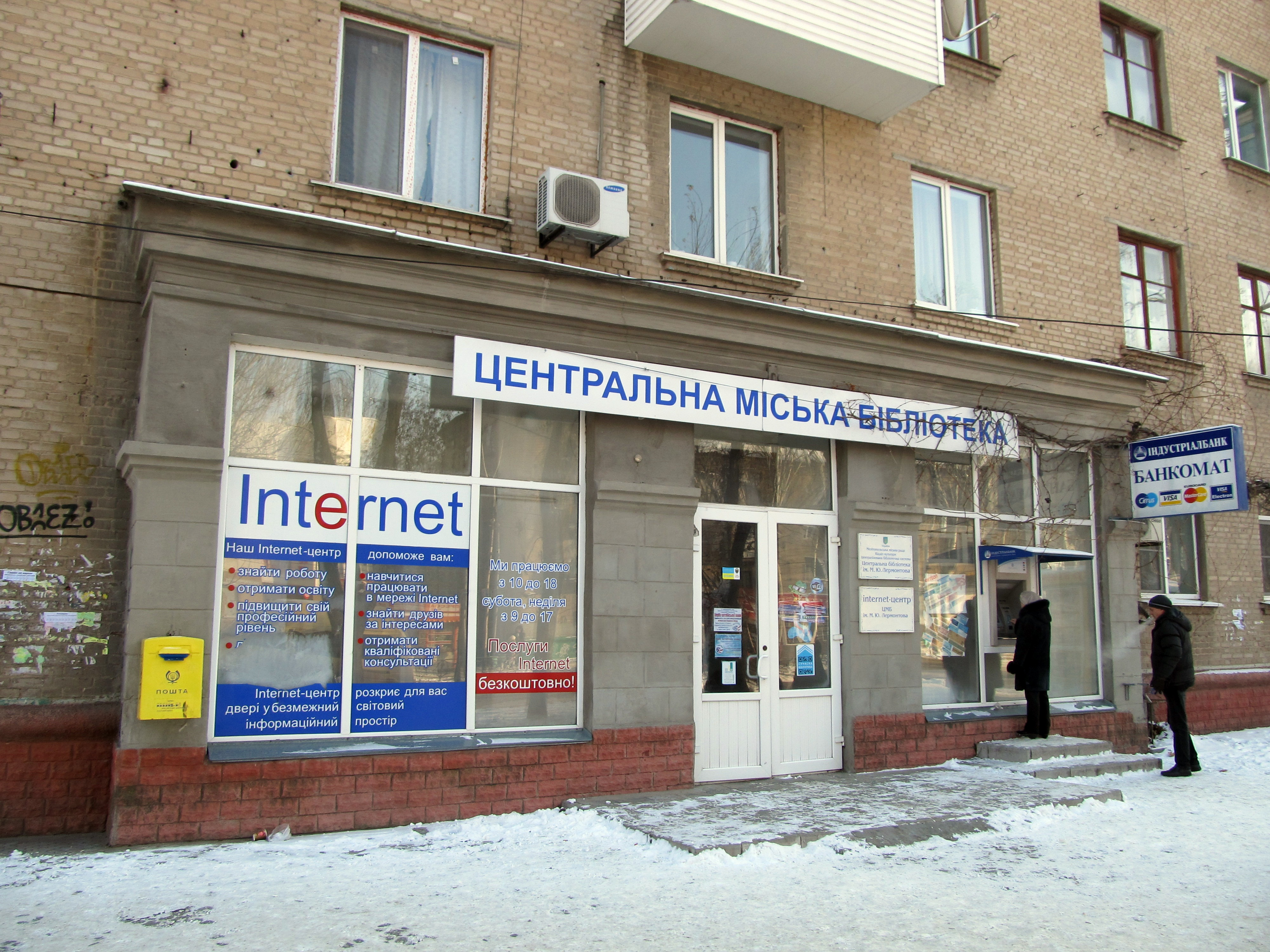
Библиотека им. М. Ю. Лермонтова

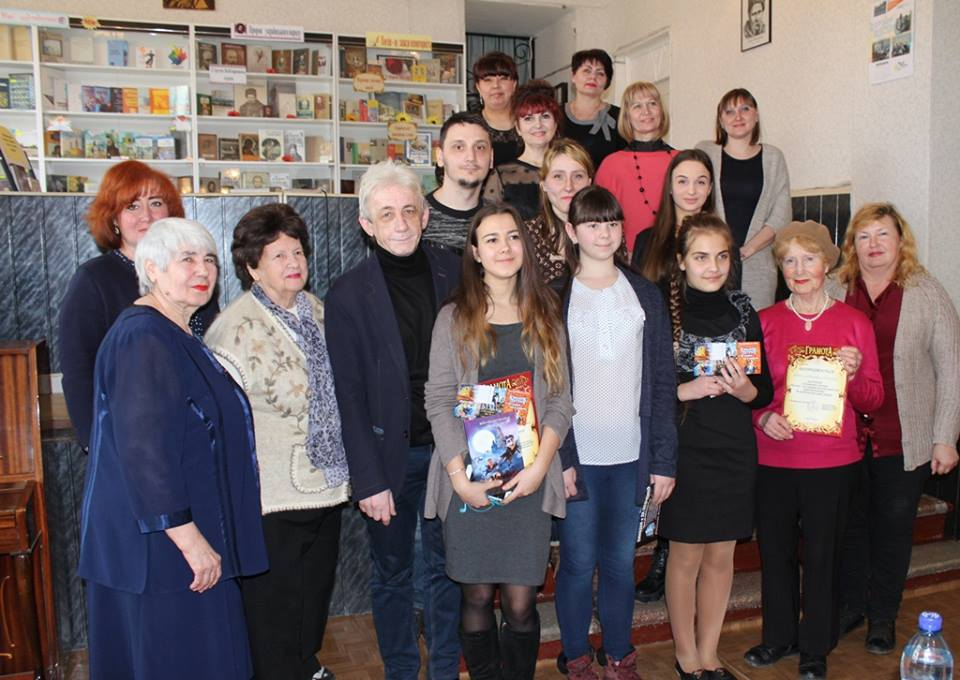

Библиотека была открыта в 1904 году в городе Мелитополе, став первой публичной библиотекой в городе. Она была создана из пожертвованных частными лицами книг и располагалась в небольшом помещении с выходом на Воронцовскую улицу. В библиотеке работали абонемент для взрослых и детей и небольшая читальня. Примерно в 1910—1911 годах общество помощи бедным евреям построило большой трёхэтажный дом на Мариинский улице (сейчас улица Свердлова, 25), третий этаж которого был отведён для библиотеки.
В 1939 году библиотека стала называться городской центральной библиотекой и занимала уже всё трёхэтажное здание по улице Свердлова, 25.
В годы войны здание библиотеки было разрушено. После освобождения Мелитополя библиотека была размещена в другом здании, на улице Свердлова, 22. В октябре 1949 года библиотеке было присвоено имя Михаила Лермонтова, а в 1978 году она стала центральной библиотекой Мелитопольской централизованной библиотечной системы.
В библиотеке работают читальный зал, абонемент, интернет-центр, отдел комплектования и обработки литературы. За год библиотека обслуживает 9 000 читателей (50 000 посещений) и выдаёт 200 000 единиц библиотечного фонда.

### Центральная детская библиотека «Мальвина» (им.А. Гайдара)
(просп. Богдана Хмельницкого, 5.)

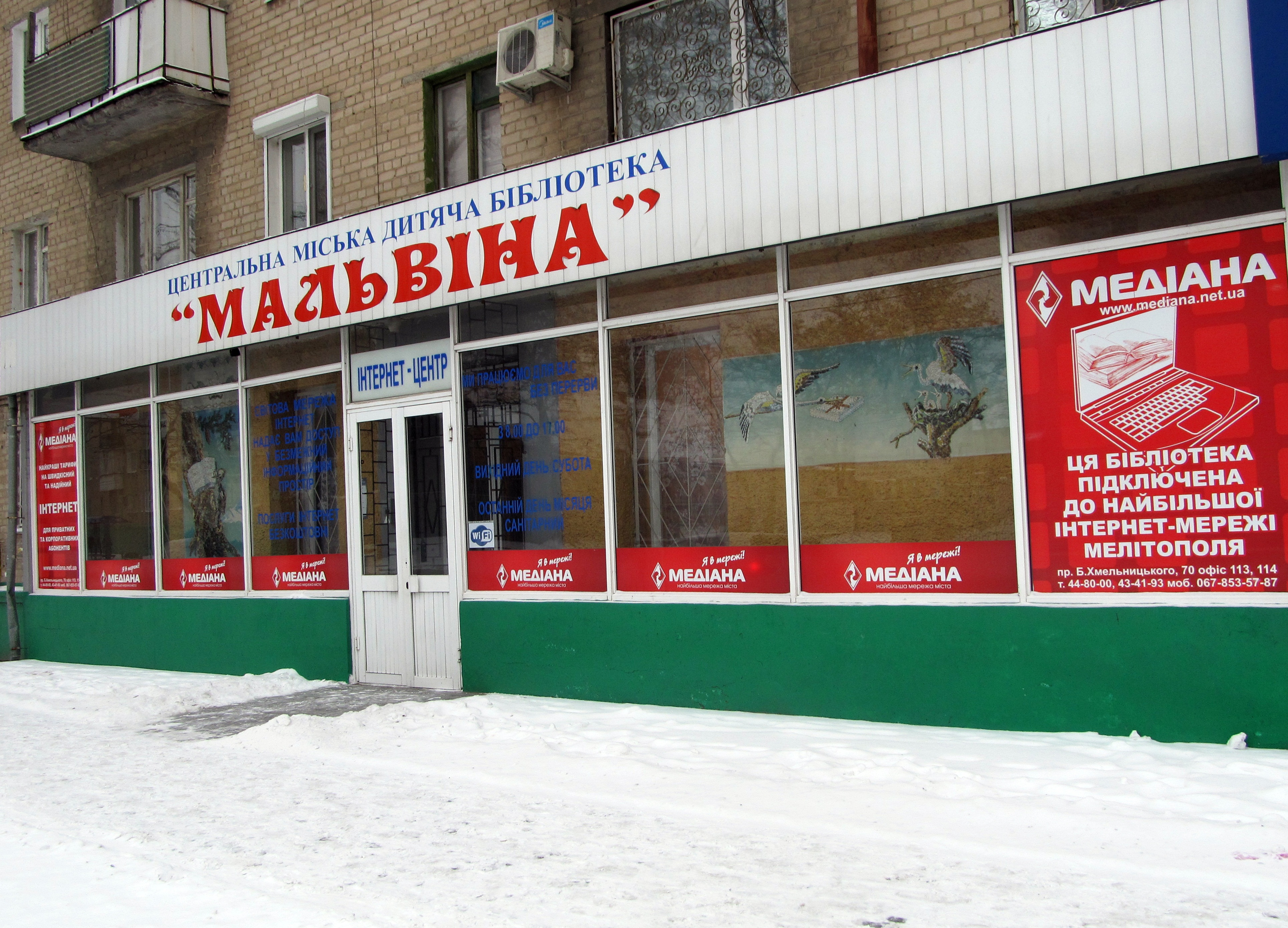
Детская библиотека «Мальвина»

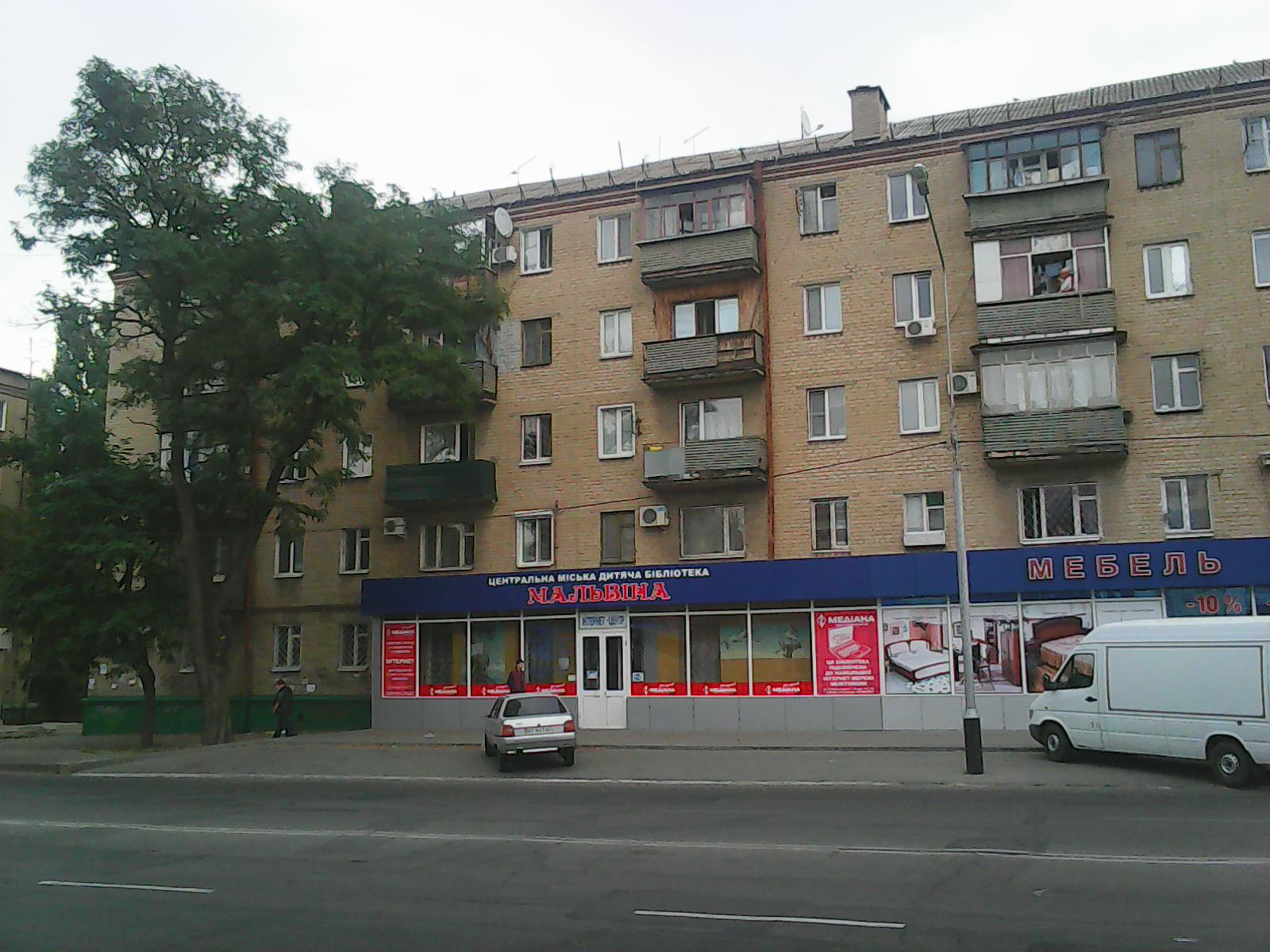
Новая вывеска

Библиотека начала свою работу в 1938 году и первоначально располагалась в одной из комнат Дворца пионеров. Фонд библиотеки составлял 6700 экземпляров, обслуживалось 2400 читателей. В своё нынешнее здание библиотека переехала в 1950-е годы.
Сейчас библиотека им. А. Гайдара, обслуживающая 6000 читателей в год, является крупнейшей городской детской библиотекой в Запорожской области.

### Библиотека им.М. Горького
(бул. 30-летия Победы, 7.)

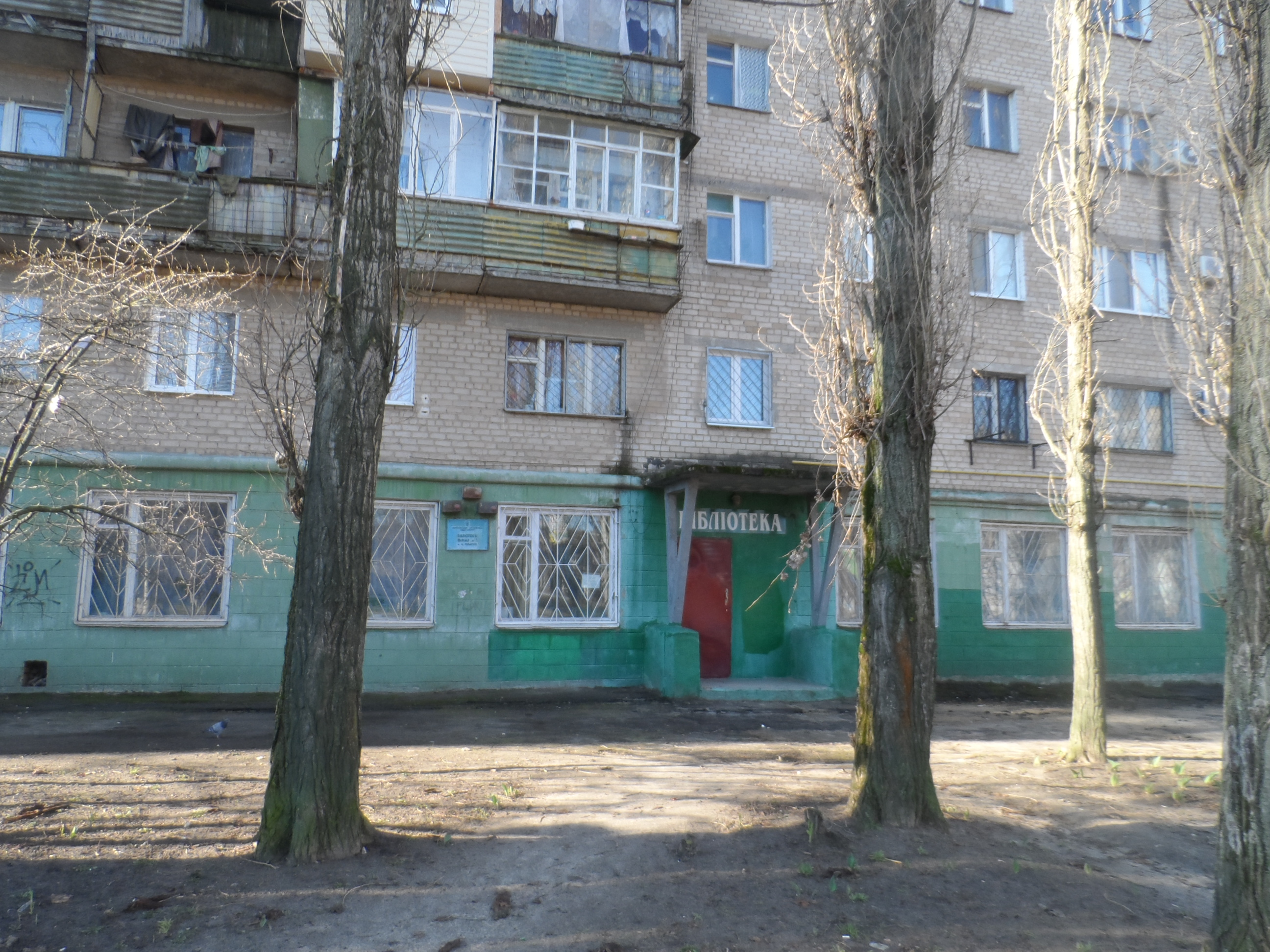
Библиотека им. М. Горького

Библиотека была открыта 01.07.1968 и первоначально размещалась по адресу ул. Гризодубовой, 43 (сейчас ул. Казарцева, 6). В октябре-ноябре 1970 года библиотека была переведена в своё нынешнее помещение. В 1978 году библиотека вошла в состав Мелитопольской централизованной библиотечной системы как библиотека-филиал № 1.

### Библиотека им.В. В. Маяковского
(ул. Дзержинского, 424.)
Библиотека им. В. В. Маяковского начала свою работу 10 октября 1952. Первоначально она находилась по ул. 40 лет Октября, 127, в небольшом частном доме из двух комнат с печным отоплением. Книжный фонд насчитывал 3000 экземпляров книг и журналов. В 1978 году библиотека вошла в состав Мелитопольской централизованной библиотечной системы как библиотека-филиал № 3. В 1985 году библиотека получила новое помещение, в котором находится и сейчас.
В библиотеке работают абонемент, читальный зал, детская и юношеская кафедры, интернет-центр.

### Библиотека им.Т. Г. Шевченко
(ул. Дружбы, 220.)
Библиотека им. Т. Г. Шевченко была открыта в 1961 году. В 1978 году она вошла в состав Мелитопольской централизованной библиотечной системы как библиотека-филиал № 5.
В библиотеке работают абонемент, читальный зал, интернет-центр.